# Papillaria penicillata
Papillaria penicillata là một loài Rêu trong họ Meteoriaceae. Loài này được (Dozy & Molk.) Broth. miêu tả khoa học đầu tiên năm 1906.